# Municipio de Wells Bayou
El municipio de Wells Bayou (en inglés: Wells Bayou Township) es un municipio ubicado en el condado de Lincoln en el estado estadounidense de Arkansas. En el año 2010 tenía una población de 437 habitantes y una densidad poblacional de 2,7 personas por km².

## Geografía
El municipio de Wells Bayou se encuentra ubicado en las coordenadas 33°54′8″N 91°37′29″O / 33.90222, -91.62472. Según la Oficina del Censo de los Estados Unidos, el municipio tiene una superficie total de 161.58 km², de la cual 159,58 km² corresponden a tierra firme y (1,23 %) 1,99 km² es agua.

## Demografía
Según el censo de 2010, había 437 personas residiendo en el municipio de Wells Bayou. La densidad de población era de 2,7 hab./km². De los 437 habitantes, el municipio de Wells Bayou estaba compuesto por el 91,99 % blancos, el 6,41 % eran afroamericanos, el 1,14 % eran de otras razas y el 0,46 % eran de una mezcla de razas. Del total de la población el 3,66 % eran hispanos o latinos de cualquier raza.